# Ørsted (Unternehmen)
Ørsted (bis November 2017 Dong Energy) mit Sitz im dänischen Fredericia ist ein Energiekonzern; das Unternehmen ist Weltmarktführer im Bereich Offshore-Windenergie.

## Hintergrund
Ørsted wurde im März 1972 als Dansk Naturgas A/S vom Königreich Dänemark gegründet, initiiert von der damaligen Regierung Jens Otto Krag III.
Der Name wurde 1973 in Dansk Olie og Naturgas A/S geändert, ab 2002 wurde nur noch die davon abgeleitete Abkürzung „Dong“ benutzt. 2006 entstand Dong Energy A/S aus der Fusion von Dong, Elsam, Energi E2, NEsa, KE Holding und Frederiksberg Elnet Group. Im Oktober 2016 verkündete das Unternehmen den Bau seiner 1000. Windkraftanlage auf See im deutschen Offshore-Windpark Gode Wind II. Das Erdöl- und Erdgasgeschäft wurde mittlerweile an Ineos verkauft, womit der Firmenname hinfällig wurde und im November 2017 zu Ørsted, benannt nach dem dänischen Wissenschaftler Hans Christian Ørsted, geändert wurde.
Der Staat Dänemark hielt bis 2013/14 einen Anteil von rund 76 % an dem Unternehmen. 2014 wurde ein Verkauf von 19 % der Anteile an die Investmentbank Goldman Sachs sowie zwei von dieser Bank kontrollierte Pensionsfonds beschlossen, wobei Goldman Sachs zugleich auch Veto-Rechte zugestanden wurden. Daraufhin zerbrach im Februar 2014 die damalige dänische Regierungskoalition, das Kabinett Helle Thorning-Schmidt I.
Das norwegische Energieunternehmen Equinor hat seinen Aktienbesitz an Ørsted im Dezember 2024 auf zehn Prozent vergrößert.
Ørsted wurde 2025 von US-Präsident Donald Trumps mangelndem Verständnis für alternative Energiequellen hart getroffen. Der Konzern wurde durch einen geplanten großen Offshore-Windpark vor New York stark in Mitleidenschaft gezogen und muss 60 Milliarden Kronen neues Kapital aufnehmen. Der Windpark Sunrise Wind soll 630.000 Haushalte in New York mit alternativer Energie versorgen. Es war Ørsted nicht möglich, einen Teil des Projekts wie geplant an einen Partner zu verkaufen. Daher bleibt Ørsted alleiniger Inhaber und muss allein 40 Milliarden Kronen für die Fertigstellung aufbringen. Ørsted will das Geld über eine Aktienemission in Höhe von 60 Milliarden Kronen beschaffen. Der größte Verlierer ist der dänische Staat, der 50,1 Prozent an Ørsted hält.

## Strategie
Das Ziel von Ørsted ist nach eigener Darstellung, zuverlässig saubere Energie zu liefern. Dafür hatte das Unternehmen 2009 die „Strategie 85/15“ formuliert. Laut Ørsted wurden 2009 noch 85 % der eigenen Strom- und Wärmeproduktion aus fossilen Brennstoffen gewonnen. Der Anteil an erneuerbaren Energien betrug 15 %. Bis zum Jahr 2040 wollte Ørsted dieses Verhältnis umkehren und 85 % der eigenen Strom- und Wärmeproduktion aus Erneuerbaren und 15 % aus Erdgas gewinnen. Diese Strategie wurde mittlerweile überholt. Ørsted wird laut eigenen Angaben bereits ab 2025 klimaneutral Energie produzieren und ganz auf fossile Energieträger verzichten. Dieses Ziel soll durch eine größere Nutzung von Biomasse zur Wärme- und Stromerzeugung und den Ausbau von Offshore-Windenergie und weiteren erneuerbaren Energien erreicht werden. Bis zum Jahr 2040 will Ørsted auch im Bereich Zulieferer CO2-neutral agieren.

## Geschäftsbereiche
Offshore

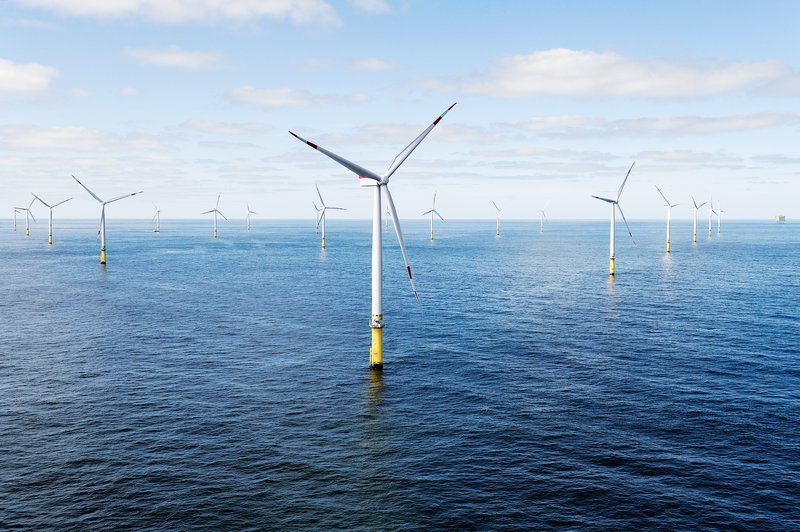
Der Offshore-Windpark Borkum Riffgrund 1 von Ørsted vor der Insel Borkum

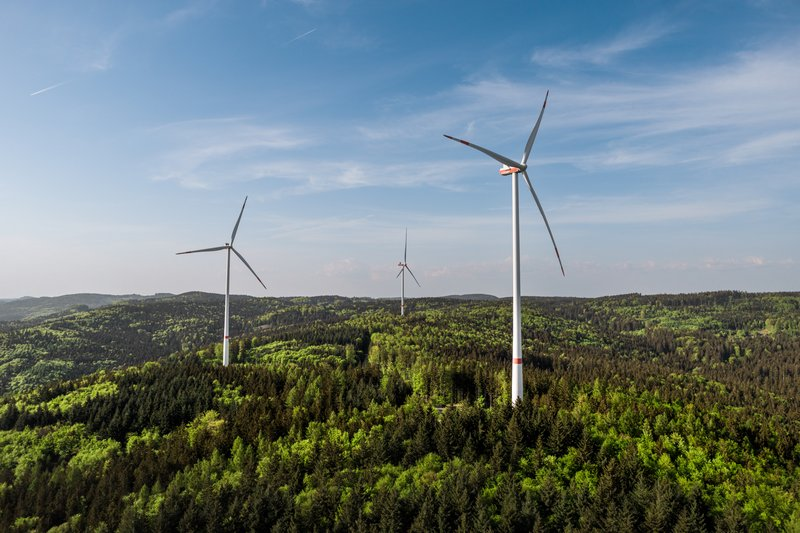
Der Wald-Windpark Schiederhof von Ørsted im Landkreis Straubing-Bogen

Ørsted plant, errichtet und betreibt Offshore-Windparks. Die größten Märkte sind Großbritannien und Deutschland. Zudem ist Ørsted in Dänemark, den Niederlanden sowie Taiwan und den Vereinigten Staaten aktiv.
Onshore
Ørsted plant, baut und betreibt Windparks an Land in den Vereinigten Staaten, Irland, Großbritannien, Deutschland und Spanien. Des Weiteren realisiert und betreibt Ørsted Freiflächen-Photovoltaikanlagen und Batteriespeichersysteme in den Vereinigten Staaten, Irland, Großbritannien, Deutschland und Spanien.
Bioenergy & Other
Ørsted betreibt Biomasse-Kraftwerke in Dänemark und ist darüber hinaus im Bereich Power-to-X aktiv.

## Ørsted in Deutschland

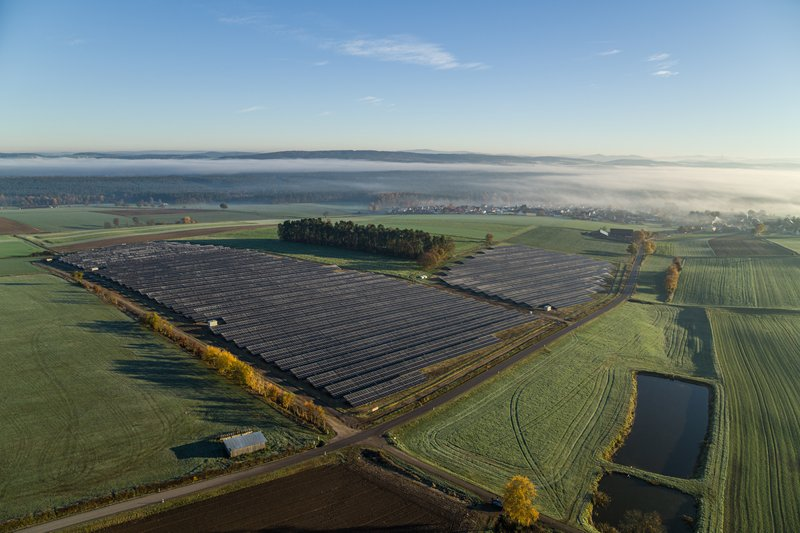
Der Solarpark Altenschwand von Ørsted in der Gemeinde Bodenwöhr

In Deutschland ist Ørsted aktuell mit den Geschäftsbereichen Offshore und Onshore vertreten. Sitz der Offshore-Sparte ist Hamburg; von Norddeich aus betreibt das Unternehmen die eigenen Windparks in der Nordsee.
Ørsted plant, baut und betreibt Offshore-Windparks in Deutschland, beispielsweise (ohne Anspruch auf Vollständigkeit):
- Borkum Riffgrund 1, 2 und 3 sowie
- Gode Wind 1, 2 und 3.

Im Jahr 2022 erwarb Ørsted den Projektentwickler Ostwind für Onshore-Windkraft- und Photovoltaik-Anlagen. Dieser wurde im Zuge eines Rebrandings 2024 als Orsted Onshore Deutschland GmbH vollständig in den Konzern eingegliedert. Sitz der Onshore-Tochtergesellschaft ist Regensburg.

## Off- und Onshore-Windparks von Ørsted
In Betrieb:
Dänemark:
- DK Onshore:                   197 MW
- Avedøre Holme:                 10,8 MW[8]
- Frederikshavn:                  19,6 MW[9]
- Horns Rev 1:                  160 MW
- Horns Rev 2:                  209 MW
- Middelgrunden:                 40 MW[10]
- Nysted:                       161 MW
- Tunø Knob:                      5 MW[11]
- Vindeby:                        1,8 MW[12]
- Vindeby-Lolland:           4,95 MW[13] (1. Ørsted-Windkraftanlage, abgebaut)
- Anholt:              400 MW

Vereinigtes Königreich:
- Barrow:                   90 MW
- Burbo Banks:                   90 MW
- Burbo Banks Extension:       258 MW
- Gunfleet Sands 1 and 2:       173 MW
- Hornsea Project One: 1218 MW[14]
- Hornsea Project Two: 1386 MW
- Walney 1:                     184 MW (500. Ørsted-Windkraftanlage)
- Walney 2:                     184 MW
- Walney Extension 3:    330 MW
- Walney Extension 4:    330 MW
- London Array 1:           630 MW
- Lincs:                        270 MW[15]
- West of Duddon Sands:         389 MW
- Race Bank:                  573 MW
- Westermost Rough:     210 MW
- Irish Wind/Flughland:       9,2 MW (Onshore)
- Sorne I:                          32 MW
- Sorne II:                           6,9 MW
- Owenreagh I:                   2,5 MW (Onshore)
- Owenreagh II:                  2,6 MW (Onshore)

Irland:
- Smithstown:                     8 MW (Onshore)
- Ballymartin:                      6,9 MW (Onshore)
- Lisheen I:                       36 MW (Onshore)
- Lisheen II:                      24 MW (Onshore)
- Mienvee:                          0,9 MW (Onshore)
- Garracummer:               42,5 MW (Onshore)
- Booltiagh I:                    18 MW (Onshore)
- Booltiagh II:                   12 MW (Onshore)
- Knockawarriga:             22,5 MW (Onshore)
- Knockawarriga II:            7,5 MW (Onshore)
- Gneeves:                        9,4 MW (Onshore)
- Sillahertane:                   8,5 MW (Onshore)
- Inchincoosh:                 32,5 MW (Onshore)
- Kilgarvan:                     45 MW (Onshore)

Norwegen:
- Mehuken 1:                      4,25 MW[16]
- Mehuken 2:                     18,4 MW[17]

Schweden:
- Storrun:                       30 MW[18]

Polen:
- Karcino:                       51 MW
- Karnice:                       29,9 MW[19]
- Lake Ostrowo:                  30,6 MW[20]

Niederlande:
- Borssele 1 & 2: 752 MW (1500. Ørsted-Windkraftanlage)

Deutschland:
- Borkum Riffgrund 1: 312 MW
- Borkum Riffgrund 2: 450 MW
- Gode Wind 1: 330 MW (1000. Ørsted-Windkraftanlage)
- Gode Wind 2: 252 MW
- Gode Wind 3: 253 MW
- Granswang:       9 MW (Onshore)
- Rotmainquelle: 15 MW (Onshore)
- Schiederhof I:    6,9 MW (Onshore)
- Bahren West I: 50,4 MW (Onshore)

USA:
- Block Island: 30 MW
- Western Trail (Texas): 367 MW (Onshore)
- Ford Ridge (Illinois): 121 MW (Onshore)
- Lincoln Land (Illinois): 301 MW (Onshore)
- Haystack (Nebraska): 298 MW (Onshore)
- Amazon (Texas): 253 MW
- Willow Spring (Texas): 250 MW
- Tahoka (Texas): 300 MW
- Lockett (Texas): 184 MW
- Sage Draw (Texas): 338 MW
- Plum Creek (Nebraska): 230 MW (Onshore)[21]

Taiwan:
- Greater Changhua 1: 605 MW
- Greater Changhua 2a: 295 MW

in Bau
- Hornsea Project Three (UK): 2852 MW
- Revolution Wind (US): 704 MW
- South Fork (US): 132 MW
- Sunflower Wind (US): 200 MW (Onshore)
- Borkum Riffgrund 3 (Germany): 900 MW
- Bahren West II (Germany): 61,6 MW (Onshore)
- St. Wendel (Germany): 16,8 MW (Onshore)
- Greater Changhua 2b&4 (Taiwan): 920 MW